# Mirosław Iringh

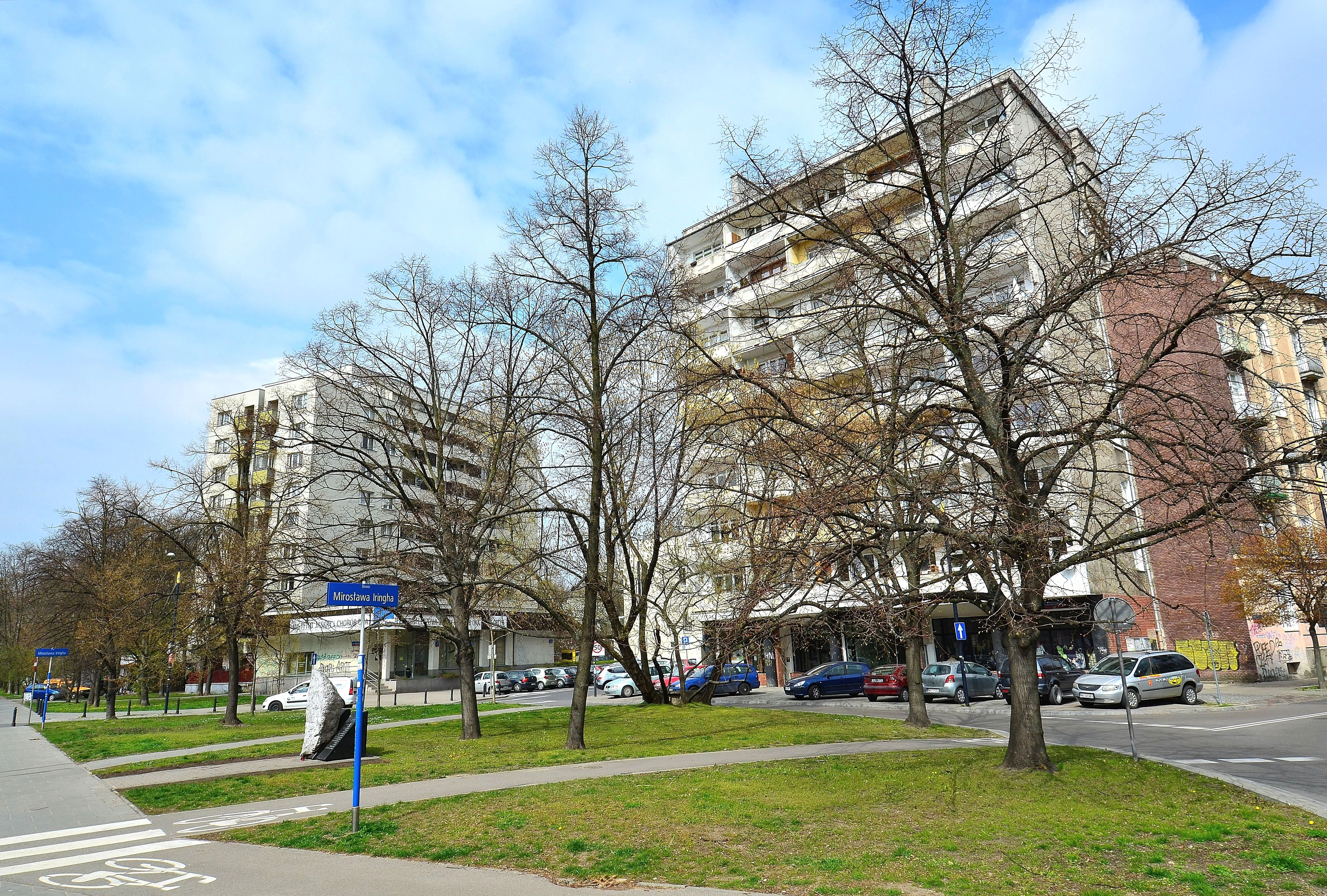
Skwer Mirosława Iringha w Warszawie

Mirosław Iringh, ps. „Stanko” (ur. 28 lutego 1914 w Warszawie, zm. 28 maja 1985 tamże) – podporucznik, Słowak z pochodzenia, dowódca oddziału Słowaków – plutonu nr 535 podległego Armii Krajowej, wchodzącego w skład 1. kompanii batalionu „Tur” Zgrupowania „Kryska” walczącego na Czerniakowie w czasie powstania warszawskiego.

## Życiorys
W okresie II RP pracował w Warszawie jako dziennikarz, był współpracownikiem „Robotnika” (1938–1939).
W latach 1942–1943 stał na czele Słowackiego Komitetu Narodowego. W 1944 był także fotografem walk powstańczych i życia codziennego w tym czasie. Wiele jego zdjęć zasiliło zbiory Biblioteki Narodowej. Po wojnie pracował w Towarzystwie Czechów i Słowaków oraz Centralnej Agencji Fotograficznej. Współpracował z gazetami: „Život”, „Gazeta Lubelska”, „Gazeta Krakowska”, „Życie Warszawy”, „Przyjaźń”, „Rzeczpospolita”. Był represjonowany przez władzę powojenną za działalność w AK.
Zmarł na raka płuc w 1985, pochowany na cmentarzu Powązkowskim w Warszawie (kwatera 286-4-15).

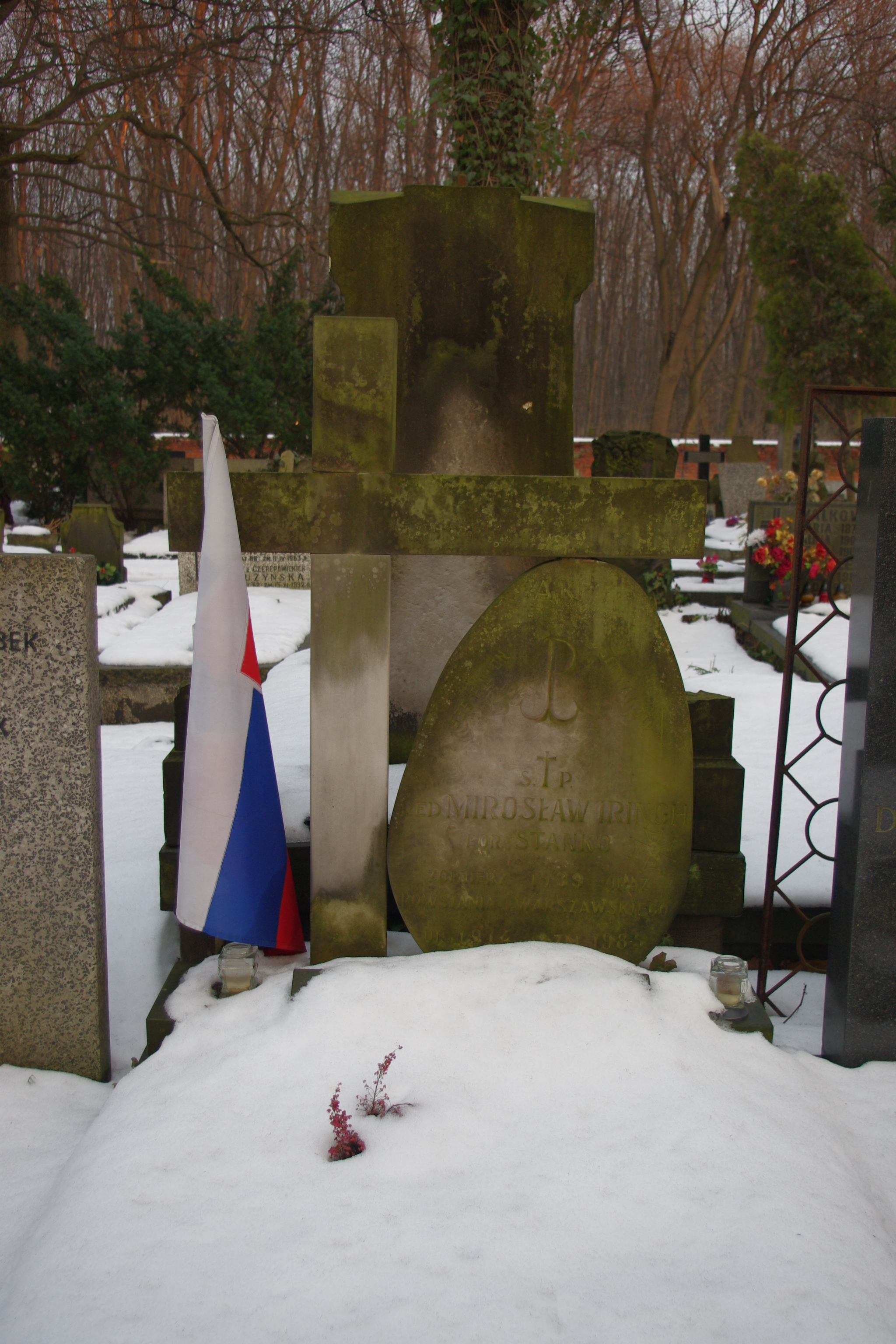
Grób powstańca warszawskiego i dziennikarza Mirosława Iringha ps. ”Stanko” na cmentarzu Powązkowskim w Warszawie

## Ordery i odznaczenia
- Krzyż Oficerski Orderu Odrodzenia Polski
- Krzyż Srebrny Orderu Virtuti Militari
- Krzyż Walecznych (czterokrotnie)
- Złoty Krzyż Zasługi (19 sierpnia 1946)[2]
- Srebrny Krzyż Zasługi
- Krzyż Partyzancki
- Srebrny Medal „Zasłużonym na Polu Chwały” (6 września 1946)[3]
- Warszawski Krzyż Powstańczy[4]
- Krzyż Armii Krajowej
- Medal za Warszawę 1939–1945 (17 stycznia 1946)[5]
- Order Ľudovíta Štúra II Klasy (Słowacja, pośmiertnie, 2007)[6]

Źródło:.

## Upamiętnienie
- W lipcu 1994 imieniem Mirosława Iringha nazwano skwer u zbiegu ulic Wilanowskiej, Czerniakowskiej i Okrąg[8].
- Jego imię umieszczono na tablicy upamiętniającej 535 pluton Słowaków znajdującej się na skwerze.